# Universidad de Harderwijk

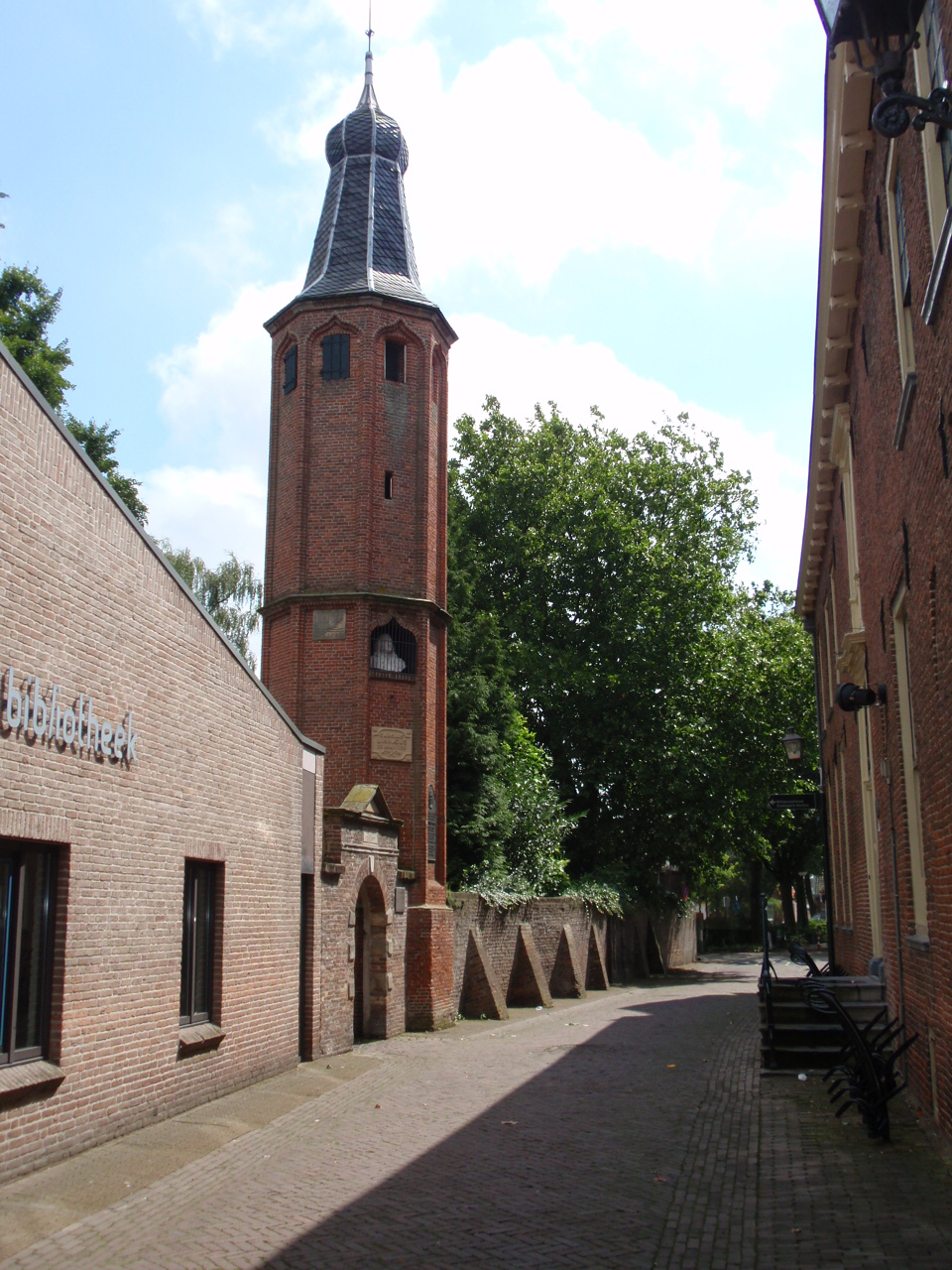
La torrecilla de Lineo.

La Universidad de Harderwijk, también llamada Gelderse Academie ("Academia de Güeldres"), fue una antigua universidad neerlandesa que estuvo en funcionamiento entre 1648 y 1811 en la ciudad de Harderwijk, en la provincia de Güeldres de lo que entonces eran las Provincias Unidas de los Países Bajos.
Por su fecha de fundación, la Universidad de Harderwijk fue la quinta más antigua de los Países Bajos, después de las de Leiden (1575), Franeker (1585), Groninga (1614) y Utrecht (1636). La universidad constaba de cuatro facultades: Teología y lenguas semíticas, Derecho, Medicina y Artes liberales.
La Universidad de Harderwijk tuvo en su tiempo mala reputación, por el bajo nivel académico de sus estudios y la facilidad con que se expedían en poco tiempo los títulos. Sin embargo, sus bajas tasas académicas atraían a estudiantes no solo de los Países Bajos sino de toda Europa, sobre todo en los ciclos superiores, pues en aquella época pocas universidades expedían títulos de doctorado. Una cancioncilla de la época alude malévolamente a estas cuestiones:

Harderwijk is een stad van negotie, Men verkoopt er bokking, blauwbessen en bullen van promotie.
Harderwijk es una ciudad de negocios: se venden arenques, arándanos y bulas de graduacion.

La facilidad para obtener los títulos hacía que muchos estudiantes pasaran muy poco tiempo en la universidad. Así, su alumno más ilustre, Carlos Linneo, en cuya Suecia natal no se podía obtener el doctorado en Medicina, lo obtuvo en Harderwijk tras una estancia de solo una semana, buena parte de la cual la empleó en la impresión de su tesis. Johann Friedrich Schweitzer fue alumno destacado de esta universidad. Otro doctorado ilustre fue el médico y botánico holandés Herman Boerhaave, que en 1693 defendió con éxito una disputatio o tesis titulada De utilitate explorandorum excrementorum aegris, ut signorum, o sea, "De la utilidad de examinar los excrementos de los enfermos como signo de su enfermedad"; episodio que recoge Samuel Johnson en su biografía de Boerhaave. Alumnos famosos de Harderwijk fueron también, entre otros, el marino y explorador Jakob Roggeveen, el naturalista Caspar Georg Carl Reinwardt y el cirujano, anatomista y botánico alemán Lorenz Heister.
Una de las razones del éxito de la Universidad de Harderwijk, pese a su pobre reputación académica, fue la relativa escasez de facultades de Medicina en Europa y la fama de que en los Países Bajos se formaban buenos médicos. En este sentido, Harderwijk se benefició del reflejo de la más prestigiosa (y más cara) Universidad de Leiden. Se decía en la época que los estudiantes acomodados acudían a Leiden y los más modestos tenían que arreglárselas con Harderwijk. Aún en nuestros días, un dicho neerlandés para referirse a alguien cuyos conocimientos se ponen en duda consiste en afirmar que "se licenció en Harderwijk".
La Universidad de Harderwijk fue clausurada, junto con las de Franeker y Utrecht, por un decreto de Napoleón en 1811, durante la ocupación francesa de los Países Bajos. Pocos años después el rey Guillermo I trató sin éxito de restaurarla. Aún hoy sobreviven en la ciudad algunos de los edificios de la antigua universidad, como una sala de disección, el hortus, o jardín botánico, y la famosa "Torrecilla de Linneo" (Linnaeustorentje), que en su tiempo servía de calabozo para estudiantes rebeldes y en la que se colocó en 1869 un busto del gran botánico sueco.